# Подбрдо (Толмин)
Подбрдо (словен. Podbrdo, итал. Piedicolle) је насељено место у општини Толмин, Горишка регија, Словенија.

## Историја
До територијалне реорганизације у Словенији било је у саставу старе општине Толмин.

## Становништво
У попису становништва из 2011. године, Подбрдо је имало 695 становника.
| Број становника према пописима | Број становника према пописима | Број становника према пописима |
| ------------------------------ | ------------------------------ | ------------------------------ |
| 1991                           | 2002                           | 2011                           |
| 761                            | 752                            | 695                            |

## Галерија
- унутрашњост цркве
- табла на улазу
- архитектура
- зимска панорама
- споменик
- железнички тунел
- железничка станица